# Reuterkiez

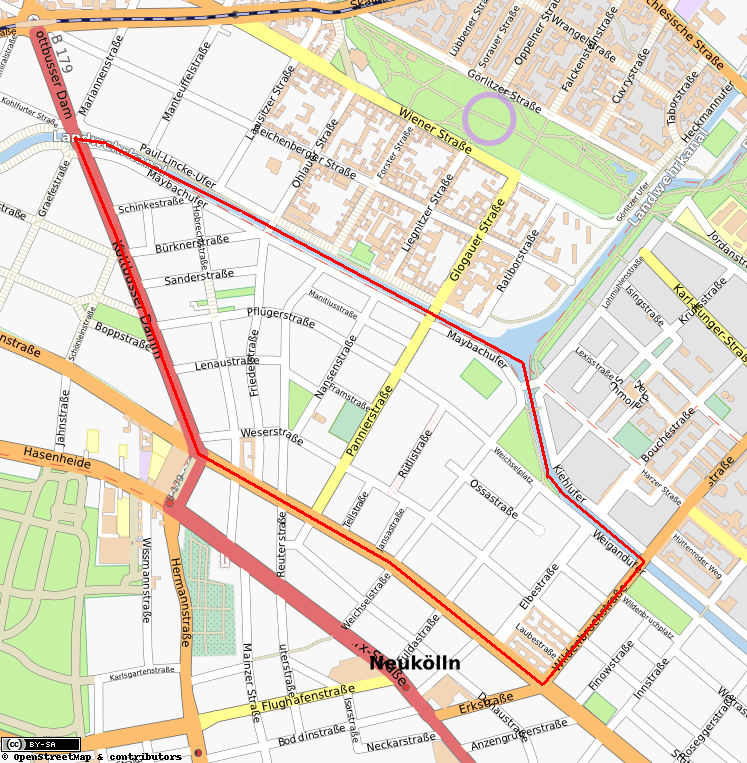
Karta över Reuterkiez

Reuterkiez, även kallat Reuterquartier eller (vardagligt) Kreuzkölln,  är ett område i Berlin, beläget i norra Neukölln på gränsen till Kreuzberg. Områdets gränser bildas av Landwehrkanal (gatan Maybachufer), Kottbusser Damm och Sonnenallee. Reuterkiez är omkring 70 hektar stort och har cirka 18 500 invånare. Det är ett typiskt Gründerzeit-område sett till struktur och arkitektur. Från 1850 uppstod de första verksamheterna på vad som tidigare var ängar och sumpmark när Landwehrkanal togs i bruk. Mellan 1871 och 1905 följde så byggandet av de bostadshus som står där idag. Området har fått sitt namn efter det centralt belägna torget Reuterplatz, i sin tur namngivet till minne av författaren Fritz Reuter.
Området präglas av hög arbetslöshet och sociala problem, men det finns tecken på att en gentrifieringsprocess äger rum.

## Sevärdheter
- Reuterplatz, kulturminnesmärkt park med kiosk och toalettkurer från 1910 och Fritz Reuter-brunnen.
- Välbevarade historiska hyreskaserner från 1800-talet på Friedel-, Hobrecht- och Weserstrasse.
- Tunnelbanestationen Schönleinstrasse
- Veckomarknaden på Maybachufer vid Landwehrkanal. En turkisk marknad hålls varje tisdag och fredag och är en populär turistdestination i Neukölln.